# سیاهگل شاه عباس
سیاهگل هراتی، روستایی از توابع بخش بیرانوند شهرستان خرم‌آباد در استان لرستان ایران است.

## دلیل نام
```
نام سیاهگل به دلیل خاک تیره ان است ونام هراتی به دلیل طایفه مردم است.
```

نام غیر رسمی ودیگر ان سیاهگل شاه عباسی بوده که به دلیل اولین ساکن این روستا شاه عباس نورایی است.اما نام ان در سال 1396 به سیاهگل هراتی تغیر یافت.

## مردم
مردم روستا از طایفه هراتی که زیر مجموعه طایفه زید علی بیرانوند است.
عمده کار مردم کشاورزی ودام پروری است.
زبان مردم لری است 